# Psychose 3
Pour les articles homonymes, voir Psychose (homonymie).
Série
Psychose 2
(1983) Psychose 4
(1990)
Pour plus de détails, voir Fiche technique et Distribution.
Psychose 3 (Psycho III) est un film américain réalisé par Anthony Perkins sorti en 1986.
Perkins reprend le rôle de Norman Bates, qu'il interprétait en 1960 dans Psychose d'Alfred Hitchcock.
L'action se déroule un mois après les événements survenus dans Psychose 2 (1983) de Richard Franklin. 

## Synopsis
Norman Bates vit à nouveau dans le motel familial, après avoir passé 22 ans dans un asile psychiatrique.
Il tente d'aider une jeune femme assez troublée mais l'ombre de sa mère, Norma Bates, plane encore.

## Fiche technique
- Titre original : Pyscho III
- Titre français : Psychose 3
- Réalisation : Anthony Perkins
- Scénario : Charles Edward Pogue
- Décors : Henry Bumstead
- Musique : Carter Burwell
- Production : Hilton A. Green
- Société de production : Universal Pictures
- Langue : anglais
- Format : Couleurs - 35 mm - 1,85:1 - Son Dolby stéréo
- Durée : 90 minutes (1h30)
- Dates de sortie :
  - États-Unis :2 juillet 1986
  - France : 6 août 1986
- Classification :
  - PG-13 aux États-Unis
  - Interdit aux moins de 12 ans en France

## Distribution
- Anthony Perkins (VF : Bernard Tiphaine) : Norman Bates
- Diana Scarwid (VF : Françoise Dorner) : Maureen Coyle
- Jeff Fahey (VF : Daniel Russo) : Duane Duke
- Roberta Maxwell (VF : Marion Loran) : Tracy Venable
- Hugh Gillin (VF : Jean Violette) : le shérif John Hunt
- Lee Garlington : Myrna
- Robert Alan Browne : Ralph Statler
- Gary Bayer : le père Brian
- Patience Cleveland : la sœur Margaret
- Juliette Cummins : Red
- Steve Guevara : le shérif-adjoint Leo
- Kay Heberle : Ruthie
- Donovan Scott : Kyle
- Karen Hensel : la sœur Catherine
- Jack Murdock : Lou
- Katt Shea : Patsy Boyle
- Janet Leigh : Marion Crane (flashback)
- Claudia Bryar : Emma Spool (flashback)
- Virginia Gregg : la voix de Norma Bates (non créditée)

## Box-office
| Pays ou région | Box-office        | Date d'arrêt du box-office | Nombre de semaines |
| -------------- | ----------------- | -------------------------- | ------------------ |
| France         | 1 294 469 entrées | 6 août 1986                | 5                  |